# Chokmah
 (septembre 2022).
Si vous disposez d'ouvrages ou d'articles de référence ou si vous connaissez des sites web de qualité traitant du thème abordé ici, merci de compléter l'article en donnant les références utiles à sa vérifiabilité et en les liant à la section « Notes et références ».
Dans la Kabbale, Chokmah (transliteration de חכמה, « sagesse »), aussi chochmah ou hokhmah, est l'avant-dernière Sephira. Dans la mystique juive du Zohar, c'est la première étape de transformation des émanations d'Or Ein Soph, après leur manifestation initiale par Kether. C'est donc la première étape de la création active, mais à ce stade, le monde est encore indifférencié.

## Spécificité
Chokmah introduit la capacité à devenir. C'est l'étape où est acquise l'impulsion primordiale, le Primum Mobile, qui pousse la créature dans l'existence. C'est la « force » primitive dans le processus de création. La création gagne ici sa force fondamentale, son désir de devenir. Cette énergie n'est pas orientée ni structurée à ce stade (il est Tohu-Bohu, informe et vide - Gn 1:2), il ne deviendra compréhensible qu'au stade de Binah (en). Son désir de se réaliser ne peut pas encore s'accomplir, puisqu'il n'y a pas encore pour le réaliser de limite entre « soi » et « non-soi », ni même entre « avant » et « après » : c'est une énergie absolue, mais encore totalement potentielle. Pour traduire cette idée de mise en mouvement encore non appliquée, on peut remarquer que le premier mot de la Torah, Bereshit, qui signifie littéralement « en un commencement (Dieu créa le Ciel et la Terre) » a été traduit dans le Targum Yonatan ainsi : « Par Chokmah (Dieu créa le Ciel et la Terre) ».
Dans la représentation usuelle de l'Arbre de Vie, c'est la plus élevée sur le pilier de droite (kav yamin, le pilier de la miséricorde). Il en part cinq sentiers. Elle est située sous Kether et à sa droite, au même niveau que Binah (en) située sur l'autre pilier, au-dessus de la paire de Séphiroth que forment Hessed et Netzakh (en) (mais le sentier vers Netzakh n'est parfois pas pris en compte dans certaines traditions cabalistes). Le dernier sentier la relie à Tiphéreth (en) sur le pilier central.
En psychologie occulte, Chokmah est associée à la perception soudaine d'intuitions fulgurantes, sous le titre de « intelligence illuminante ». La « sagesse » de Chokmah est la capacité à examiner la réalité à son niveau d'abstraction le plus élevé, jusqu'à être capable de percevoir ce qui en fait la vérité essentielle. Cette « graine de vérité » alimente ensuite Binah (en), où elle vient féconder ce qui deviendra ensuite l'épanouissement d'une analyse plus formulée - et donc, compréhensible. Cette perception est associée au Psaume 34:9, « goûtez et voyez comme est bon le Seigneur », où l'on explique que le sens (intérieur et spirituel) du goût (transmis par Chokmah) précède celui de la vision (traduit par Hessed).
Placée au sommet du pilier de l'amour, Chokmah est la force essentielle, le Sujet absolu, en relation avec Binah, l'Objet absolu. Chokmah est l'essentiel du principe mâle dans la dialectique entre principe masculin et féminin. De ce point de vue, Chokmah s'apparente à Shiva dans son opposition dialectique avec Shakti dans le Shakta tantra. De manière imagée, ce couple fonctionne comme le moteur et l'essence d'une voiture: Chokmah est l'essence qui fournit l'énergie pure, mais non structurée, alors que Binah est le moteur qui fournit la structure pure, mais sans énergie - l'un sans l'autre est inutile et ne peut que rester stérile, c'est l'association des deux qui permet au cosmos de se mettre en mouvement.

## Sources
- Charles Mopsik, La Cabale, , .
- Esopedia, article « Arbre de Vie » () pp. 22-25.
- Moses ben Jacob Cordovero, Le palmier de Débora pp. 1522–1570, éd. Verdier, 1985,  (ISBN 9782864320401), (OCLC 14703086).